# Earth-i
Earth-i est une start-up anglaise, fondée par son actuel directeur général, Richard Blain et spécialisée dans le service d'imagerie incluant de la vidéo, à partir de micro-satellites.
La start-up a déjà lancé deux micro-satellites qui lui servent de prototypes pour une future constellation dont le déploiement est prévu[Passage à actualiser] à partir de 2019.

## Historique
Située à Guildford, Earth-i a été fondé en 2013. Sa mission est d'assurer un service d'imagerie et de vendre des images obtenues par les trois satellites de la Disaster Monitoring Constellation (DMC) de SSTL, par les satellites KOMPSAT et plus récemment par la série des satellites SuperView.
Rapidement, la start-up imagine sa propre constellation de satellites et la mise en place de services avec des produits image à haute résolution et des vidéos en couleur.

## La série des micro-satellites prototypes Carbonite
En vue de réaliser une constellation de 15 satellites qui utilisent des équipements sur étagère afin de réduire drastiquement les coûts, deux prototypes ont été produits.
L'objectif du premier prototype était de tester le concept et le recours à des équipements sur étagère, quant au second, il vise à tester plus spécifiquement les performances du système (électronique améliorée, stockage de données, augmentation des échanges de données avec le sol, amélioration de la précision de pointage, caméra vidéo HD en couleur).

### Carbonite-1
Le premier satellite a été lancé en juillet 2015. Destiné à l'observation de la Terre, l'instrument optique est un télescope de 0,25 m permettant l'acquisition d'images avec une résolution spatiale de 1,5 m et de vidéo.
Il dispose aussi d'un système produit par l'université de Cranfield pour le désorbiter plus rapidement

### Carbonite-2
Le prototype Carbonite-2, lancé début 2018, a pour but de vérifier les performances intrinsèques des satellites avant le lancement de la constellation en 2019.
Il est ainsi capable d'acquérir des images haute résolution et de filmer un lieu jusqu'à 2 minutes pouvant alors mettre en exergue des objets en mouvement comme des véhicules, des navires et des avions.
Ce satellite serait apparemment à l'usage exclusif de la Royal Air Force (RAF), le ministère de la défense anglais ayant investi 4,5 millions de £ dans le projet en 2017.

### Carbonite-3 et Carbonite-4
D'autres Carbonite sont en projet :
- Carbonite-3[9]
- Carbonite-4 qui serait lancé entre 2020 et 2022 avec le futur lanceur Firefly Alpha de la compagnie Firefly Aerospace tiré depuis la base de lancement de Vandenberg en Californie[10]

## La série des micro-satellites opérationnels Vivid
L'objectif d'Earth-i est de mettre en place une constellation de 15 satellites, avec un instrument optique dans les trois bandes (RVB), en orbite à 505 km, capables de réaliser des images avec une résolution spatiale de 60 cm et d'environ 1 m pour les vidéos. Les vidéos seront réalisées à partir d'une série d'images acquises à une fréquence de 25 à 30 par seconde, avec un champ de 5,2 km par 5,2 km.
L'agilité des satellites permettront de suivre un point au sol, assurant ainsi plusieurs minutes de vidéo. Earth-i espère avec ses 15 satellites disposer d'une revisite importante de plusieurs fois par jour (3 fois par jour), d'un temps de réactivité très court et de suivre des objets en mouvement.
Une première partie de la constellation, soit 5 satellites, a déjà été commandée à SSTL en novembre 2017 et le début du déploiement dans l'espace est prévu pour 2019. Les satellites Vivid seront construits sur la base de la plateforme SSTL-X50 d'une dimension de 65 x 65 x 72 cm, pour un poids d'environ 100 kg. La constellation sera gérée par SSTL.

## Lancements
| Satellite                                    | Date            | Lanceur       | Site de lancement | Statut du lancement | Identifiant COSPAR |
| -------------------------------------------- | --------------- | ------------- | ----------------- | ------------------- | ------------------ |
| Carbonite-1                                  | 10 juillet 2015 | PSLV-XL (C28) | SDSC              | Succès              | 2015-032D          |
| Carbonite-2                                  | 12 janvier 2018 | PSLV-XL (C40) | SDSC              | Succès              | 2018-004E          |
| Carbonite-3                                  | ?               |               |                   |                     |                    |
| Carbonite-4                                  | 2020-2022       | Firefly Alpha | Vandenberg        |                     |                    |
| Vivid-i1 Vivid-i2 Vivid-i3 Vivid-i4 Vivid-i5 | 2019            |               |                   |                     |                    |